# 甲南病院看護専門学校
甲南病院看護専門学校（こうなんびょういんかんごせんもんがっこう）は、兵庫県神戸市東灘区に所在した看護学校。

## 概要
真に病人のための病院という理念を礎に、よき看護師によるよき看護を目指して、学生の可能性を最大限に伸ばすことが目指されていた。
看護師を養成する学科のみが置かれ、2006年時点では1学年40人で修業年限は2年であった。
2006年度まで学生募集が行われ、2007年度より募集停止。
『阪神・淡路震災下の看護婦たち』には、阪神・淡路大震災においての甲南病院看護専門学校の被災や復興などが書かれている。
2005年6月30日には『看護学生の喫煙に関する実態調査』という論文を発表。

## 沿革
1934年に平生釟三郎によって看護婦養成所が開設。
1955年に甲南病院准看護婦養成所が開設。
1970年に甲南病院付属高等看護学院が開校。
1975年に新たに専修学校の制度が設けられたことから甲南病院看護専門学校に改称。
1992年に東灘区の六甲アイランドに移転。
2008年に閉校。